# Universidad Católica Santa Rosa

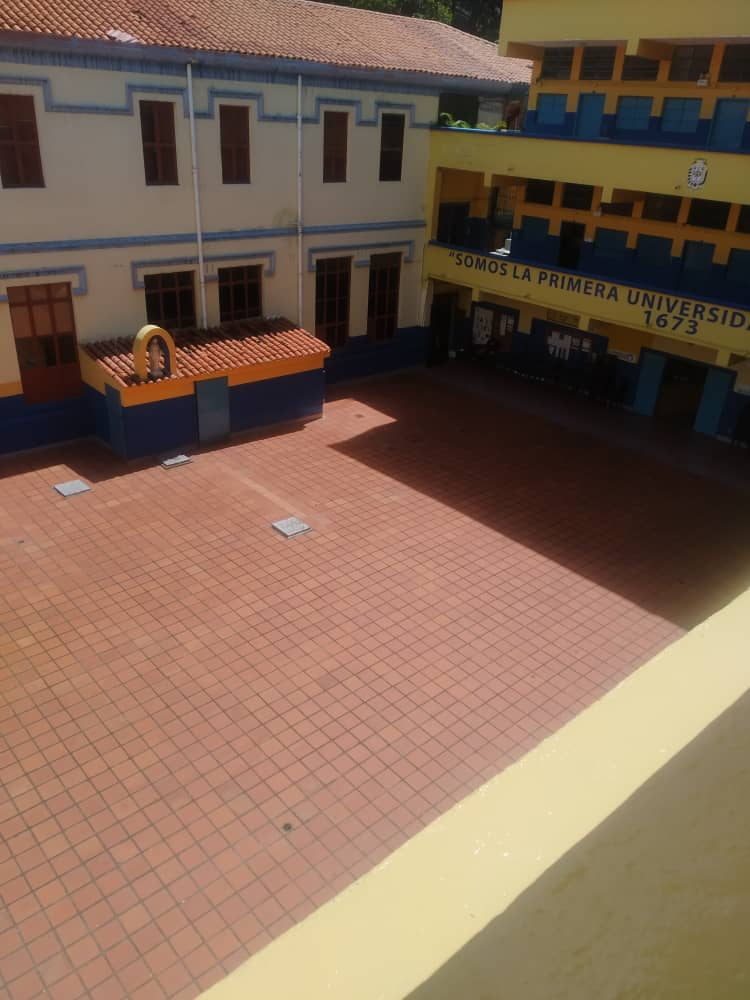
Fotografía del patio central de la Universidad Católica Santa Rosa, donde se encuentra ubicado el cafetín para el consumo de los estudiantes y visitantes. También, este espacio es usado para actividades formativas por los docentes y lugar de encuentros.

La Universidad Católica Santa Rosa (UCSAR) es una universidad privada fundada en 1999 que pertenece a la Fundación Universitaria Santa Rosa. Sin embargo, a pesar de su reciente nacimiento como casa de estudios se trata de uno de los recintos académicos más antiguos de Venezuela, dado que sus inicios se remontan a la época del virreinato cuando el entonces Seminario Santa Rosa se convierte, no solo en pionero del movimiento intelectual y espiritual de la nación, sino que su filosofía sirve de génesis para lo que hoy día se conoce como Universidad Central de Venezuela.

## Historia
El Colegio Santa Rosa de Lima fue fundado en 1673 por el obispo fray Antonio González de Acuña, y fue oficialmente inaugurado el 29 de agosto de 1696 por el también Obispo peruano Diego Baños Sotomayor. De esta manera, se daba cumplimiento a un mandato expreso de la autoridad española que, desde 1592, ordenaba la creación de seminarios con el fin de propagar la religión católica en América.
Con el nacimiento del Seminario también se dio origen a La Capilla Santa Rosa de Lima, espacio que sirvió de escenario para la declaración de la Independencia de Venezuela el 5 de julio de 1811. Vale destacar que muchos de los protagonistas del proceso de emancipación que declararon la independencia del país fueron formados en el seno del propio seminario. Esto representó un orgullo para ellos porque concretaron el sueño de una gesta heroica en los espacios de la misma institución que los formó. Actualmente la Capilla Santa Rosa de Lima sirve de sede del Palacio Municipal de Caracas.
El 22 de diciembre de 1721 se logra que el rey Felipe V conceda facultad al Seminario para otorgar grados mediante la Real Cédula, hecho que también se logra por Bula Papal el 18 de diciembre de 1722. Sin embargo, para 1784 el régimen académico se independiza del Seminario, aval que dio origen a la Real y Pontificia Seminario Universidad Santa Rosa de Lima de Santiago de León del Valle Caracas, la cual fue fundada solemnemente el 11 de agosto de 1725 por el obispo Juan José Escalona y Calatayud.
Bajo las condiciones que el régimen colonial imponía, la universidad llevó a cabo su misión de formar ciudadanos fieles y útiles al rey y a la Iglesia. Más tarde, con el advenimiento del proceso de independencia, por voluntad de Simón Bolívar y con la colaboración de José María Vargas, se concluye la reforma que la convierte en republicana desde el 24 de junio de 1827 con el nombre de Universidad Central de Venezuela.
En noviembre de 1856 la universidad se independiza del Seminario de Santa Rosa al mudar sus cátedras, gabinetes y museos al viejo edificio que había ocupado el convento de San Francisco, hoy llamado Palacio de las Academias, mientras que el seminario continuó sus labores hasta el 21 de septiembre de 1872 cuando el presidente Antonio Guzmán Blanco decretó su extinción y lo clausura.
En 1876, José Antonio Ponte, obtiene permiso de Guzmán Blanco para fundar una escuela episcopal en la que se prosigue la formación de los futuros sacerdotes; luego se consigue la derogación de la ley y el Seminario recobra personalidad legal. En 1920 es inaugurada la actual sede ubicada en el sector Sabana del Blanco en La Pastora, cerca del final de las avenidas Baralt y Boyacá, conocida como Cota mil.
En 1927 el Seminario Metropolitano es transformado en Seminario Interdiocesano para toda la nación por Decreto de la Sagrada Congregación de Seminarios y Universidades. El 5 de julio de 1980 el Consejo Nacional de Universidades (CNU) elevó al Seminario a la Categoría de Instituto Universitario Seminario Interdiocesano (IUSI)). Para el 17 del mismo mes el entonces presidente de la República, Luis Herrera Campins autorizó al Seminario Santa Rosa de Lima como Instituto Universitario.
Para 1999 el Consejo Nacional de Universidades, aprueba por unanimidad la transformación del Instituto Universitario Seminario Interdiocesano (IUSI) en Universidad Santa Rosa, con las facultades de Ciencias Humanas y Sociales, Ciencias Teológicas, Ciencias de la Educación y Derecho. Luego, para el 30 de junio se firma el Decreto N.º 191 en el que autoriza el funcionamiento de la Universidad Santa Rosa.
En Gaceta Oficial del 28 de octubre de 2003 se realiza el cambio de nombre de la Universidad Santa Rosa por el de Universidad Católica Santa Rosa. Por más de 320 años, al compás de los cambios y transformaciones vividos por Venezuela, la Universidad Católica Santa Rosa y sus instituciones antecesoras, a partir del original Colegio Seminario, han contribuido significativamente a la consolidación del país. Su lema: 

“Integrando comunidades, construyendo el conocimiento”.

## Facultades, Escuelas y Carreras

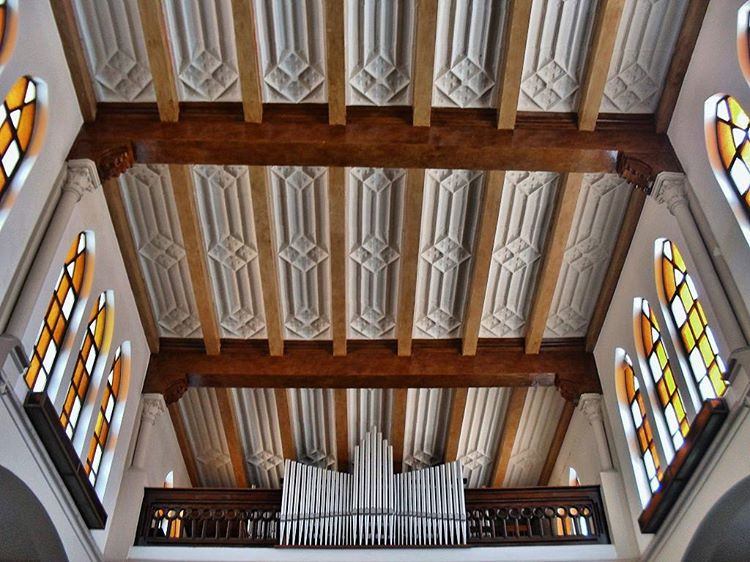
Capilla (UCSAR)

La UCSAR organiza sus actividades académicas en cinco Facultades. Las Facultades, son integradas por Escuelas o Carreras, siendo estos los lugares donde se ejerce la función docente a nivel de pregrado, dichas escuelas pueden otorgar más de un título y además están conformadas por grupos docentes (Departamentos y Cátedras) de Investigación y Extensión.
CIENCIAS HUMANAS Y SOCIALES
Contaduría Pública
Filosofía
Administración de Empresas
Comunicación Social
- Mención Audiovisual
- Mención Impresos
- Mención Organizacional

CIENCIAS DE LA EDUCACIÓN
Educación
- Mención: Integral
- Mención: Preescolar

FACULTAD DE DERECHO
Derecho
CIENCIAS TEOLÓGICAS
Teología

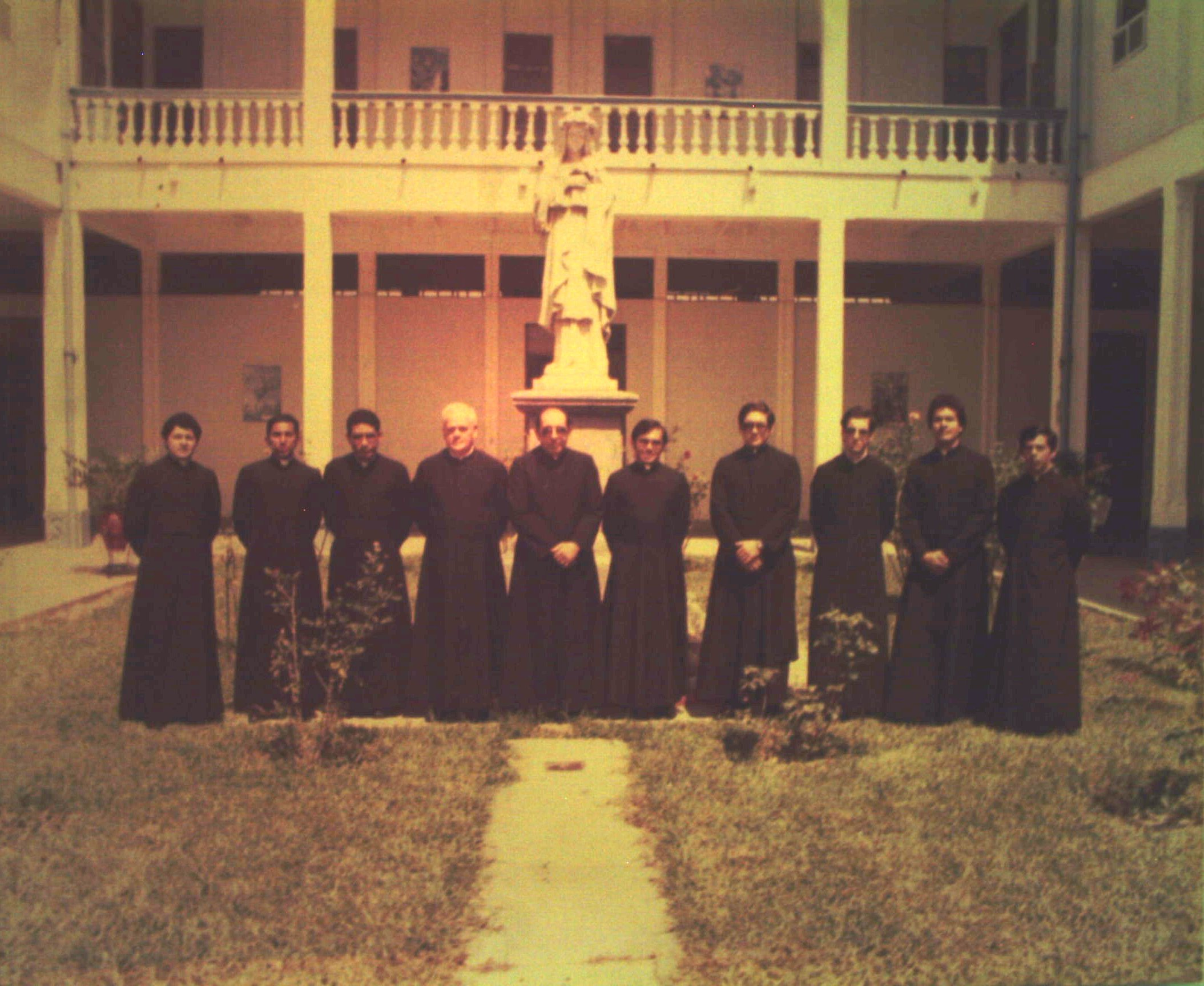
Fundadores de la UCSAR

Las carreras que ofrece la universidad en la actualidad son: Teología, Filosofía, Educación (en las menciones: integral y preescolar), Comunicación Social, Derecho, Administración de Empresas y Contaduría Pública. Además ofrece distintas especializaciones en el área de Derecho tales como doctorado y maestría Ciencias Penales y Criminalísticas. 
La Universidad Católica “Santa Rosa” es una institución que promueve la educación integral del hombre, favorece la generación de saberes, fomenta la construcción y profundización del conocimiento; formar profesionales idóneos, con sensibilidad social, solidarios y comprometidos con las exigencias de los nuevos tiempos, orientados por el humanismo y los principios cristianos, que respondan a las necesidades espirituales y materiales del país.